# Joseph Marchand

Martyrium des Joseph Marchand

Joseph Marchand (* 17. August 1803 in Passavant; † 30. November 1835 in Saigon) war ein französischer Missionar in Vietnam, Mitglied der Pariser Mission und Heiliger und Märtyrer der römisch-katholischen Kirche.

## Leben und Wirken
Marchand, geboren im französischen Passavant, trat 1828 im Alter von 25 Jahren in das Priesterseminar der Pariser Mission ein. Seine Priesterweihe erfolgte am 4. April 1829.
Ab 1833 wirkte er bei der vietnamesischen Lê-Văn-Khôi-Revolte unter Lê Văn Khôi, dem Sohn des Lê Văn Duyệt, mit. Khôi und Marchand erklärten, Minh Mạng, den zweiten vietnamesischen Kaiser der Nguyễn-Dynastie, zu stürzen und stattdessen My Duong, den Sohn von Mạngs älterem Bruder Nguyễn Phúc Cảnh, einzusetzen, der katholischen Glaubens war. Marchands und Khôis Absicht war es, statt Minh Mạng einen katholischen Kaiser zu installieren. Sie eroberten die Zitadelle von Saigon und hielten sie mit ihren Truppen zwei Jahre lang unter ihrer Kontrolle.
Nach Beendigung der Revolte wurde Joseph Marchand 1835 in Saigon inhaftiert und durch Zangen, die ihm Fleischstücke aus dem Körper rissen, gemartert und hingerichtet. Diese Art der Hinrichtung ist auch als Lingchi bekannt und war im ost- und südostasiatischen Raum verbreitet.
Marchand ist einer der Märtyrer von Vietnam. Er wurde für dieses Martyrium am 27. Mai 1900 selig- und am 9. Juni 1988 von Papst Johannes Paul II. heiliggesprochen. Sein Gedenktag ist der 30. November.